# Zaida Cantera
Pour les articles homonymes, voir Cantera (homonymie).
Zaida Cantera de Castro, née le 6 juin 1977, est une militaire et femme politique espagnole membre du Parti socialiste ouvrier espagnol (PSOE).
Elle est élue députée de la circonscription de Madrid lors des élections générales de décembre 2015.

## Biographie

### Profession
Zaida Cantera de Castro est titulaire d'une licence de l'Académie générale militaire, spécialisée en transmissions. Elle possède un master en réseaux et systèmes d'information et d'un master en système de communication et d'information pour la sécurité et la défense. Elle est commandante dans l'Armée de terre.

### Activités politiques
Le 20 décembre 2015, elle est élue députée de Madrid au Congrès des députés.
Elle adhère au PSOE le 5 janvier 2017, afin de pouvoir voter aux primaires du 39e congrès fédéral en faveur de Pedro Sánchez, son adhésion étant validée une semaine plus tard à la section de Mejorada del Campo, dans la communauté de Madrid.

## Publication
- No mi general